# Giacomo Bartolomeo Beccari
Pour les articles homonymes, voir Beccari.
Giacomo Bartolomeo Beccari est un médecin et naturaliste italien, né à Bologne le 25 juillet 1682, et mort dans la même ville le 18 janvier 1766. Célèbre découvreur du gluten contenu dans la farine de blé, il fut le premier à dispenser des cours de chimie à l'université italienne en 1737. Son principal ouvrage est Consulta medica, 1777-1781, 3 volumes.

## Biographie
Giacomo Bartolomeo Beccari naquit à Bologne, le 25 juillet 1682, et y fit ses études sous les jésuites. Il se porta vers les sciences naturelles, et surtout vers la physique expérimentale. Après sa philosophie, il fit son cours de médecine, et fut reçu, en 1704, docteur dans l’une et l’autre faculté. Il réforma l'académie savante, nommée des Inquieti où il avait pour confrères des hommes tels que Morgagni et Manfredi. On élut douze académiciens, ordinaires, entre lesquels furent partagées l’histoire naturelle, la chimie, l’anatomie, la médecine, la physique et les mathématiques. L’histoire naturelle échut à Beccari. Cette académie des Inquieti fut le berceau du célèbre institut fondé à Bologne en 1711 par le comte Luigi Ferdinando Marsigli, et dans lequel Beccari fut nommé professeur de physique. Cet établissement, que Fontenelle (Éloge de Marsigli) compare à l’Atlantide du chancelier Bacon, ouvrit ses cours en 1714 ; Beccari y commença le sien, et fit construire plusieurs machines qui manquaient à la collection donnée à l’institut par Marsigli. Il exerçait la médecine, et faisait chez lui des cours de cette science et de philosophie. Une maladie dont il fut atteint en 1718, interrompit son action pendant huit mois ; mais il les reprit ensuite. Il était lié avec des savants comme entre autres  l' anatomiste Morgagni et l' astronome et poète Eustachio Manfredi. Ses liaisons scientifiques s’étendaient hors de l’Italie ; et ce fut après avoir correspondu avec des membres de la Royal Society de Londres, sur des questions de physique transcendante, qu’il y fut reçu en 1728. Il avait été élu en 1723, président de l’Académie des sciences de l’institut, place laissée vacante par la mort de l'anatomiste Antonio Maria Valsalva. Le président de l’institut, Matteo Bazzano, étant mort en 1750, cette place fut donnée à Beccari, après un concours qui fut ouvert pendant quatre mois. Il s’occupa aussitôt de faire adopter des nouveaux règlements  et continua à donner des leçons de chimie à l’institut jusqu'à sa mort avenue le 18 janvier 1766.

## Œuvres
- Lettera al cavalier Tommaso Derham intorno la meteora chiamata foco fatuo, imprimée d’abord dans les Philosophical Transactions of the Royal Society, ensuite dans un recueil traduit de ces mêmes Transactions, depuis l’année 1720 jusqu’à 1730, par le même chevalier Derham, à qui elle était adressée, t. 5, Naples, 1734, in-4°.
- Dissertatio meteorologico-medica, in qua æris temperies et morbi Bononiæ grassantes annis 1729 et sequenti describuntur, dans le 5e volume des Actes de l’Académie des Curieux de la Nature.
- Parere intorno al taglio della macchia di Viareggio, Lucques, 1739, in-4°.
- De longis jejuniis Dissertatio. Le cardinal Lambertini, occupé d’un ouvrage sur les miracles qui peuvent donner à ceux qui les ont faits une place parmi les saints, avait consulté l’Académie de l’institut sur la question de savoir s’il fallait regarder comme un miracle la longue abstinence de toute nourriture ; Beccari fut chargé de la réponse. Elle est contenue dans cette dissertation, où il prouve, par l’expérience et le raisonnement, qu’un homme peut jeûner entièrement pendant une semaine, même pendant un mois ; que ces longues abstinences, ou sont des maladies, ou doivent en produire ; d’où il conclut que le jeûne le plus prolongé, s’il est accompagné de quelque dérangement de santé, n’est point un miracle. Cet opuscule est imprimé dans l’appendice de la 1re partie du livre 4 de l’ouvrage du cardinal Prospero Lambertini, De Servorum Dei Beatificatione et beatorum Canonizatione, Padoue, 1743, in-fol.
- De quamplurimis phosphoris nunc primum detectis Commentarius, Bologne, 1744, in-4° ;
- De quamplurimis phosphoris Commentarius alter, dans le t. 2, part. 2, des Commentarii de Bononiensi scientiarum et artium instituto atque academia.
- Dans le recueil de ces mêmes commentaires, on trouve plusieurs opuscules de Beccari, tels que De Motu intestino corporum fluidorum, t. 1er ; De medicatis Recobarii Aquis, t. 5 ; De Lacte, t. 4, etc.
- Des consultations médicales et médico-légales, etc. Il a de plus laissé un grand nombre de dissertations et d’autres opuscules, restés en manuscrit à Bologne, dans la bibliothèque de l’institut[2].